# 第1次坂下門乱入事件

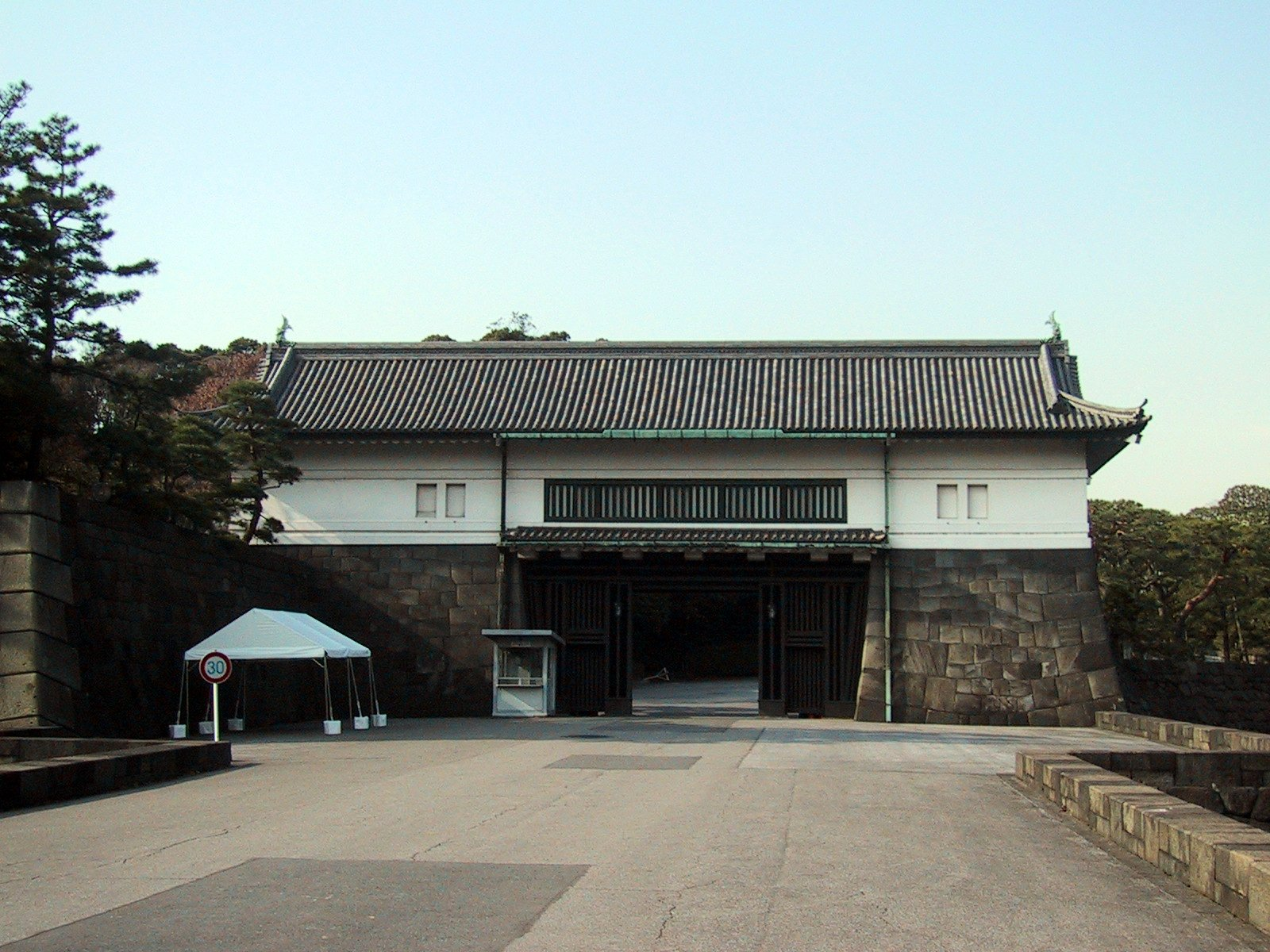
事件の舞台となった坂下門

第1次坂下門乱入事件（だいいちじさかしたもんらんにゅうじけん）とは、1971年（昭和46年）9月25日に東京都千代田区で発生したテロ事件。

## 事件の発端
1971年9月27日より昭和天皇はヨーロッパ諸国7ヶ国を歴訪することになった。日本の新左翼は「天皇制イデオロギー利用による反動攻勢」と捉え、「天皇訪欧阻止」を呼号し、皇室に対するテロ攻撃、いわゆる「反皇室闘争」を激化させていた。
皇宮警察本部は、訪欧直前まで「護衛警備本部」を設置して、組織挙げての厳戒態勢で取り組んだ。

## 事件の概要

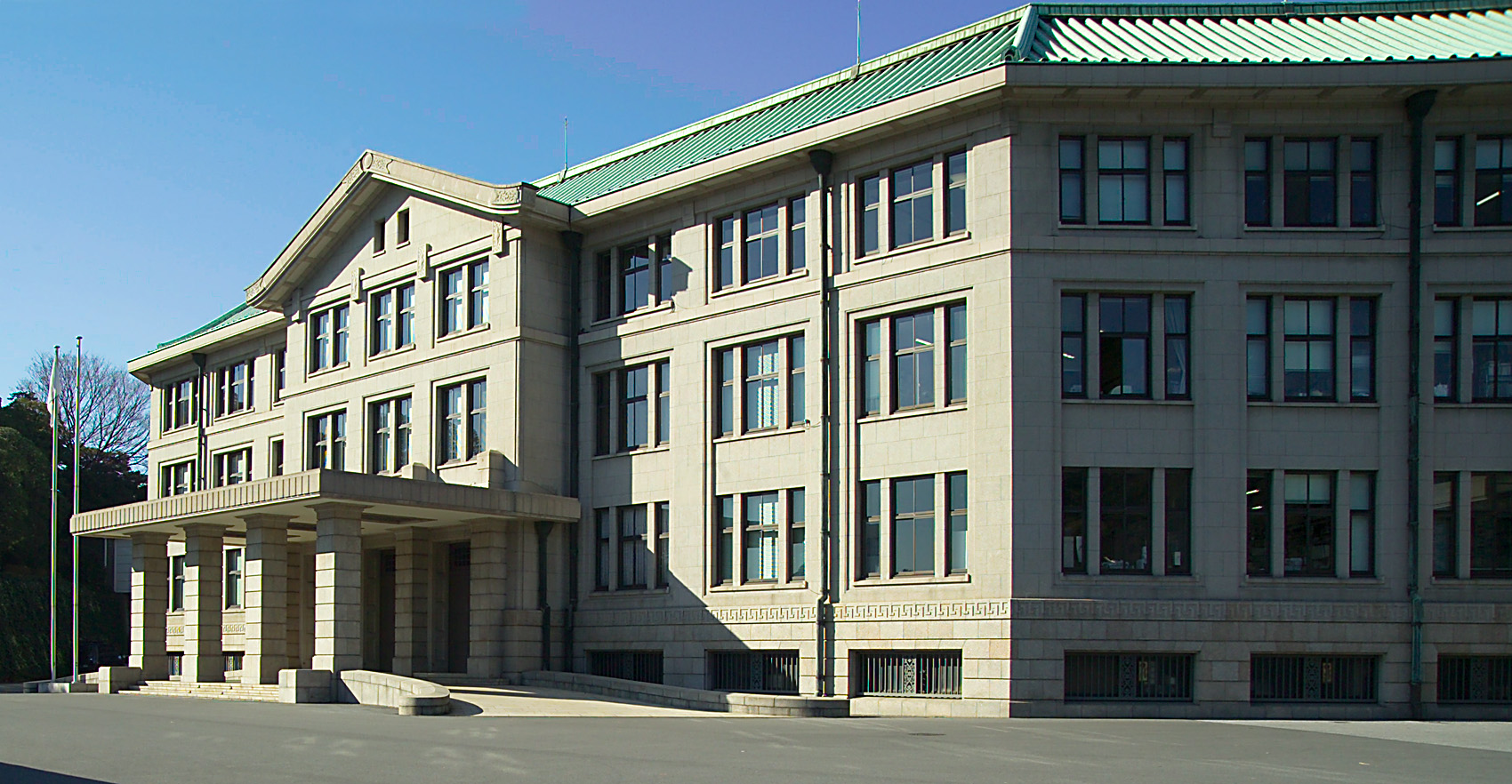
宮内庁庁舎（犯人はこの玄関から侵入した）

1971年9月25日午前11時55分頃、白の乗用車が皇居坂下門前に乗り付け、警視庁丸の内警察署坂下門見張所に発煙筒を投げつけ、そのまま坂下門に突進してきた。警視庁の警戒線が突破されたため、皇宮護衛官は直ちに車両阻止柵を門に置き、不審車を停車させた。
車の中からは犯人4人が飛び出し、発煙筒を投げつけたり、ヌンチャクを振り回して、皇宮護衛官に襲い掛かった。そして皇居内に侵入し、200m先の宮内庁庁舎に向かった。皇宮警察坂下護衛署の皇宮護衛官24人と追跡してきた警視庁警察官2人は宮内庁中央玄関で4人を取り押さえた。
犯人は拘束後も黙秘していたが、「中核」「沖青委」「天皇訪欧糾弾」と書かれた白のヘルメットを被っていたことから、中核派の構成員と見られた。

## 犯人
その後の調べで犯人は、沖縄出身者で中核派系組織「沖縄青年委員会」構成員の成人3名と少年1人と判明した。
犯人グループに未成年がいたことから、裁判は少年とその他3人に分離して行われた。
1972年3月、東京地方裁判所は少年に懲役2年6月（執行猶予3年）を言い渡した。その他の3人については1975年3月に懲役3年（執行猶予4年）が言い渡された。